# Internationale Importmesse Chinas
Die Internationale Importmesse Chinas (Englisch: China International Import Expo; Chinesisch: 中国国际进口博览会), kurz CIIE, ist eine Messe, die seit 2018 jährlich in der chinesischen Metropole Shanghai stattfindet. Sie ist die erste Importausstellung auf nationaler Ebene.

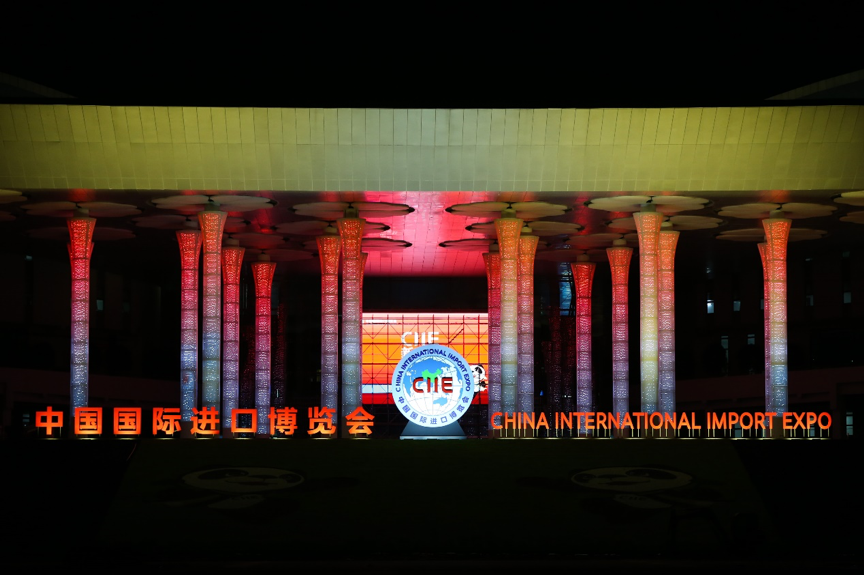
Ausstellungshalle der CIIE im Abendlicht

Die CIIE wird gemeinsam vom chinesischen Handelsministerium und der Stadtregierung Shanghais veranstaltet. 
Chinas Staatspräsident Xi Jinping kündigte am 14. Mai 2017 an, dass die Volksrepublik China ab 2018 die CIIE ausrichten werde. Damit sollen die Anrainerstaaten entlang der Seidenstraßen die Gelegenheit erhalten, mehr Produkte und Dienstleistungen nach China zu exportieren.
Auf der 36. Sitzung der zentralen Führungsgruppe für die umfassende Vertiefung der Reformen am 26. Juni 2017 wurde das Konzept der CIIE verabschiedet.
Am 31. Oktober 2017 gab das chinesische Handelsministerium bekannt, dass das Büro der CIIE eingerichtet werde, um die erste Ausstellung vorzubereiten.

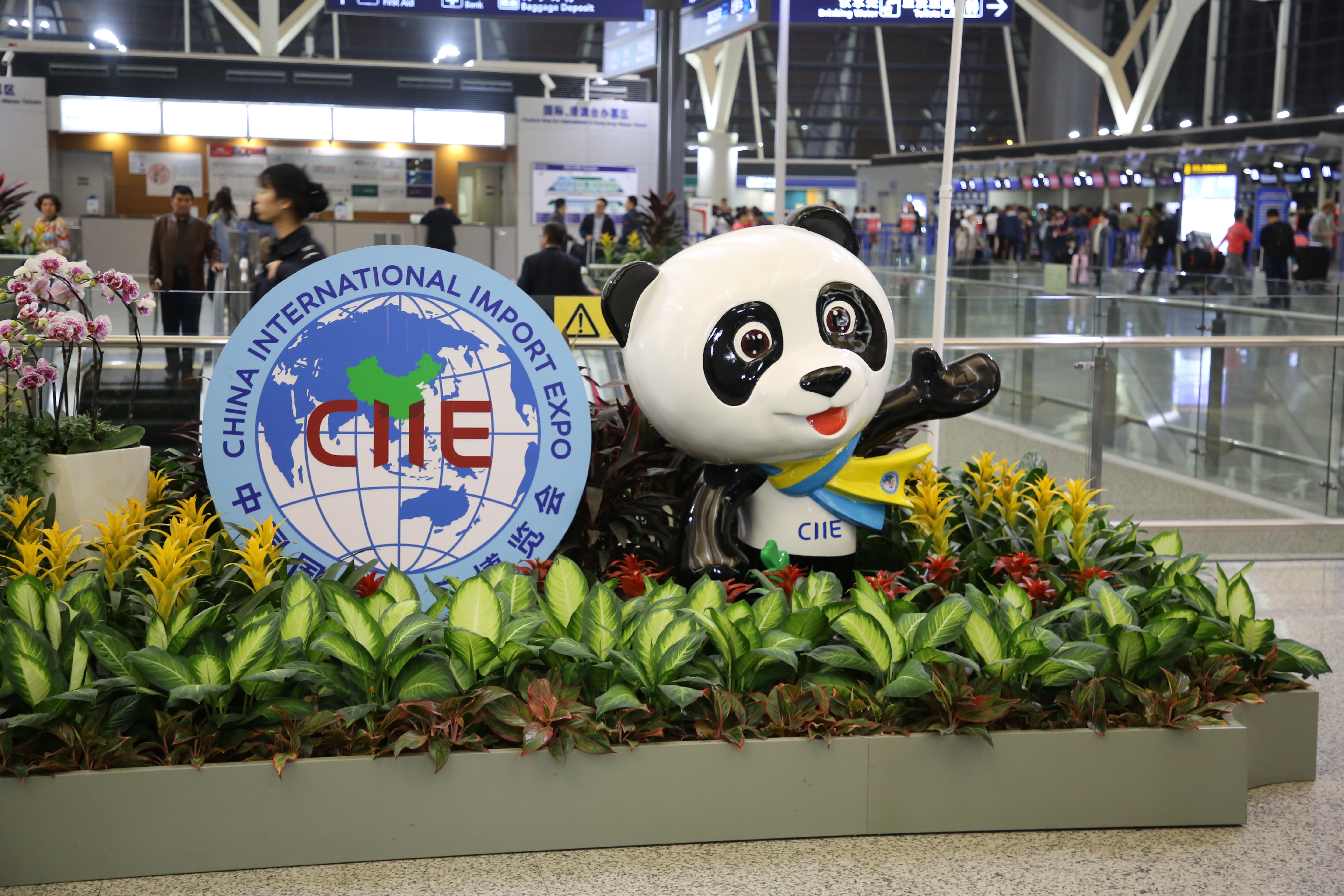
Maskottchen „Jinbao“ und Logo der CIIE

Das Maskottchen der CIIE ist ein Großer Panda namens Jinbao. Hinter dem Namen Jinbao versteckt sich ein chinesisches Wortspiel, weil Jinbao sowohl „Schatz der CIIE“ als auch „Reichtum einbringen“ bedeutet. Der Panda hält ein vierblättriges Kleeblatt in der linken Hand und trägt einen blau-gelben Schal, auf dem das Logo der CIIE gestickt ist.
Das Logo der CIIE besteht aus der Erde (in der Mitte), einem äußeren hellblauen Kreis, dem chinesischen und dem englischen Namen sowie der englischen Abkürzung. Die Erde symbolisiert die Universalität, Vielfalt und Inklusivität der CIIE.
Vom 5. bis zum 10. November 2018 fand die erste CIIE in Shanghai statt. Unter dem Motto „Neue Ära, geteilte Zukunft“ nahmen Vertreter von 172 Ländern, Regionen und internationalen Organisationen sowie aus über 3.600 Unternehmen an der Messe teil.
Die zweite CIIE soll vom 5. bis zum 10. November 2019 in Shanghai stattfinden. Laut CIIE-Organisatoren soll die Ausstellungsfläche der zweiten CIIE größer als die der ersten sein.